# 안초 3세 가르체스
안초 3세 가르체스(바스크어: Antso III.a Garzeitz)는 팜플로나 왕국(나바라)의 왕이다.

## 생애
1004년 아버지의 뒤를 이어 팜플로나 왕국의 왕이 되었다. 그는 소브라르베(Sobrarbe)와 리바고르사(Ribagorza)를 통치했다. 또, 1034년 레온과 아스트로가(Astorga)를 차지했다.

## 가족
가르시아 산체스 2세와 히메나 페르난데스 사이에서 맏아들로 태어났다. 무니아도나(Muniadona)와 결혼해, 가르시아 산체스 3세, 페르난도 1세, 히메나(Jimena), 곤살로(Gonzalo)를 낳았다.